# Куккьяра, Тони
Тони Куккьяра (итал. Tony Cucchiara, 30 октября 1937, Агридженто, Сицилия — 2 мая 2018, Рим), сценическое имя Сальваторе Куккьяра — итальянский фолк-певец, автор песен, драматург и композитор.

## Жизнь и карьера
Родился в Агридженто; Куккьяра дебютировал в конце 1950-х годов, в основном записывая кавер-версии американских хитов, прежде чем начать свою карьеру в качестве певца и автора песен в 1962 году. Его первым хитом стала песня «Annalisa», названная в честь первой дочери Куккьяры. Эта песня использовалась в качестве заключительной темы развлекательного шоу RAI Alta pressione. В последующие годы он увлёкся фолк-музыкой, сначала записав несколько классических произведений сицилийской традиции, а затем создав музыкальный дуэт со своей женой Нелли Фиорамонти под названием Tony e Nelly, полностью посвящённый фолк-репертуару. По-прежнему в основном занимаясь поп-музыкой, в 1971 году Куккьяра получил свой лучший коммерческий хит с песней «Vola cuore mio», которая заняла 11-е место в итальянском чарте синглов.
В 1970 году Куккьяра дебютировал как драматург в мюзикле «Кассандра 2000». В 1972 году он достиг большой национальной и международной аудитории и успеха критиков благодаря музыкальной комедии под названием Caino e Abele («Каин и Авель»). В 1973 году его жена умерла от родов, родив второго ребёнка, мальчика. В последующие годы Куккьяра сосредоточил свою деятельность на сцене, как автор других успешных пьес, таких как Пипино иль Бреве (1978) и Баронесса ди Карини (1980). Он также работал сценаристом на телевидении.

## Дискография
Album
- 1960 — Glory glory glory  man united  the best
- 1966 — Tony e Nelly (with Nelly Fioramonti)
- 1966 — L'amore finisce così
- 1967 — Tema folk (with Nelly Fioramonti)
- 1973 — Caino e Abele
- 1973 — Selezione da Caino e Abele
- 1975 — Storie di periferia
- 1978 — Pipino il breve
- 1983 — La baronessa di Carini
- 1985 — Pipino il breve